# Angelo Agostini (giornalista)
Angelo Agostini (Trento, 24 marzo 1959 – Feltre, 10 marzo 2014) è stato un giornalista e saggista italiano.

## Biografia
Figlio di Piero Agostini, giornalista, presidente della FNSI e direttore de L'Adige e di BresciaOggi, nacque a Trento, ma presto si trasferì a Bolzano dove frequentò il liceo classico Carducci.
Fu giornalista e studioso di giornalismo,, autore di diverse pubblicazioni scientifiche sull'argomento, e docente di Teorie e tecniche del linguaggio giornalistico, Social media e web communication alla Libera università di lingue e comunicazione IULM di Milano.
È stato prima condirettore ed ha poi diretto l'Istituto Formazione al Giornalismo di Bologna (poi divenuta Scuola superiore di giornalismo), ha diretto anche il corso di giornalismo della Svizzera italiana e presieduto la European Journalism Training Association.
Era subentrato a Paolo Murialdi come direttore di Problemi dell'informazione, edita da il Mulino.
Ha vissuto a Sasso Marconi. fino al 2011, per fare poi ritorno alla regione d'origine dove è rimasto, fino alla morte, avvenuta a Feltre il 10 marzo 2014, pochi giorni prima di compiere 55 anni.

## Opere

### Libri
- La sindrome filippina del giornalismo italiano, in Claudia Hassan (a cura di), Dall'edicola al web, Roma, I libri di Reset, 2001, ISBN 888-75-9108-3
- Le notizie nel flusso radiofonico (e qualche spunto sull'idea di servizio pubblico), in Enrico Menduni (a cura di), La radio. Percorsi e territori di un medium mobile e interattivo, Bologna Baskerville, 2002, ISBN 88-800-0012-8
- Informazione, democrazia e partecipazione politica nell'epoca della globalizzazione, in Oscar Mazzoleni (a cura di), Istituzioni, partecipazione e cittadinanza, Bellinzona, Casagrande editore, 2003, ISBN 88-7795-133-8
- Giornalismi. Media e giornalisti in Italia, Bologna, il Mulino, 2004, ISBN 978-88-15-09491-9
- La Repubblica. Un'idea dell'Italia (1976-2006), Bologna, il Mulino, 2005, ISBN 978-88-15-10894-4
- Voci varie, in Fausto Colombo (a cura di),  Atlante della comunicazione, Milano, Hoepli, 200, ISBN 88-203-3359-7
- Il linguaggio del giornalismo, in Angelo Varni (a cura di), Scuola di retorica, Bologna, Bononia University Press, 2006, ISBN 978-88-7395-156-8
- Second Thoughts on Journalism Objectivity, in Sylvia Egly von Matt, Cristina Elia, Stephan Russ Mohl (a cura di), Media Journalism in the Attention Cycle. Problems, Perspectives, Visions, Lugano, Università della Svizzera Italiana, Luciano Casagrande Editore, 2006, ISBN 88-7795-170-2
- Giornalismo, in Umberto Eco (a cura di) Encyclomedia. Il 900,  Milano, Federico Motta Editore, 2006
- La stampa quotidiana e periodica nel secondo dopoguerra, in Luca Cavalli Sforza (a cura di),La cultura italiana, IV volume, Alberto Abruzzese e Aldo Bonomi (a cura di), Economia e comunicazione, Torino, Utet, 2009
- L'informazione giornalistica, in Michele Partipilo e Stefano Natoli (a cura di),La professione del giornalista, Roma, Centro di documentazione giornalistica, 2010, ISBN 88-85343-70-8
- Studiare il giornalismo (coautore: Marta Zanichelli), Bologna, Archetipolibri, 2010, ISBN 978-88-89891-41-4

### Articoli
- Giornalismo e potere alla prova della rete, ne «il Mulino», n. 5, settembre-ottobre 2011
- Legno e radici. Sulle culture professionali del giornalismo italiano, in «Problemi dell'informazione», n. 1/2011
- Il ruolo di Wikileaks nel giornalismo d'inchiesta in «Pol.is», n. 8, giugno 2011
- Spaesamenti. L'opinione pubblica e la campagna elettorale 2008, in «Problemi dell'informazione», n. 3/2008
- Bene Internet, ma chi scriverà l'agenda?, in «Reset», n. 107, maggio-giugno 2008
- Il giornalismo nel campo mediatico. Appunti di metodo, in «Problemi dell'informazione», n.4/2007
- Il giornale formato multimediale, in «Palomar», n. 3, 2007
- Lo spettacolo della politica, ne «il Mulino», n. 2, 2006
- Giornalismo e informazione nell'industria dei media, in «Analisi giuridica dell'economia», n. 2, 2006
- Brutta? Sì, proprio brutta. La politica e i media in campagna elettorale, in «Problemi dell'informazione», n. 2, 2006
- Globale e locale. Le ragioni del giornalismo di servizio pubblico, in «Le istituzioni del federalismo», n. 1, 2006